# 火车票

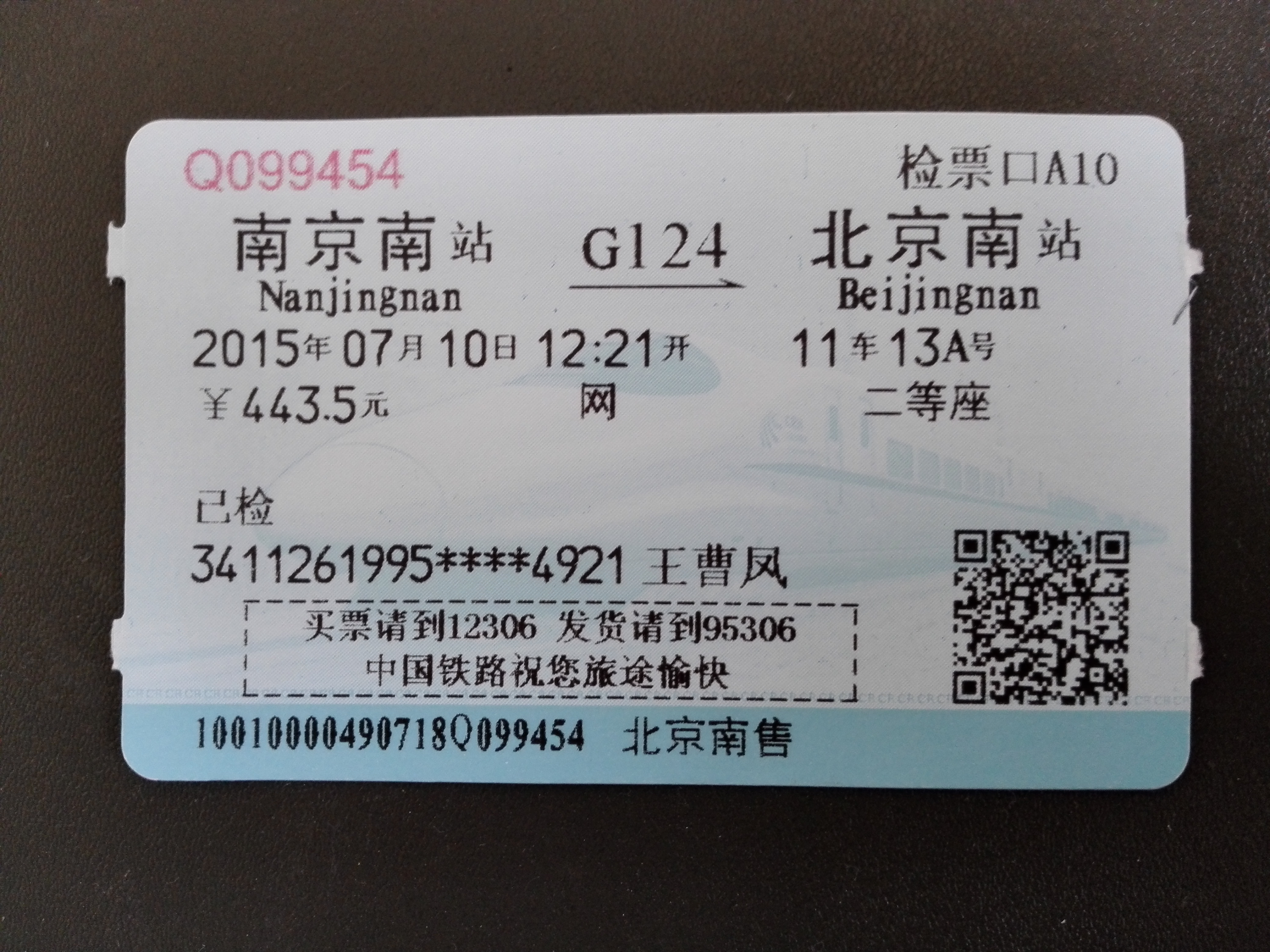
一张中国大陆的火车票

火车票是铁路运营商发行的一种有价票券。通常火车票允许乘客乘坐特定时间的特定区间列车，或者任意时间的特定区间列车，但有些允许在有效期内任意次乘坐任意车次（这种火车票一般称为周游票）。